# Don't You Want Me (Felix)
Don't You Want Me is een nummer van de Britse dj Felix uit 1992. Het is de eerste single van zijn debuutalbum #1. Het nummer bevat een sample van het nummer Don't You Want My Love van de Amerikaanse groep Jomanda. De bekende versie die een hit werd is de remix die gemaakt werd door Rollo Armstrong en Red Jerry. Deze maakt ook gebruik van een melodie uit Evan van Jan Hammer. 
Het nummer werd een top 10-hit in Europa. In het Verenigd Koninkrijk haalde het de 6e positie. In de Nederlandse Top 40 haalde het de 3e positie, en in de Vlaamse Radio 2 Top 30 de nummer 2-positie.